# فریدون گرایلی

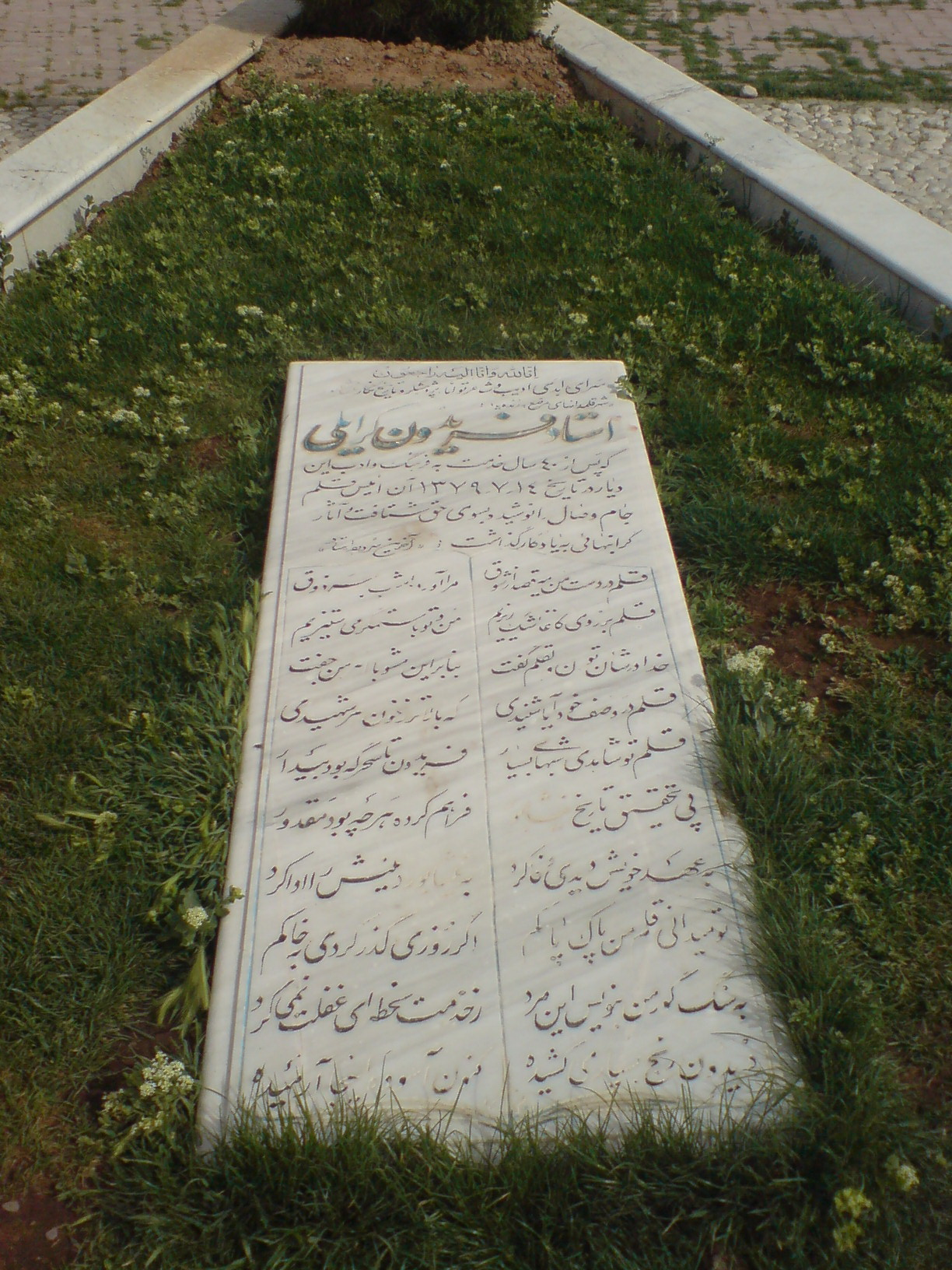
مقبره فریدون گرایلی در آرامگاه مشاهیر در نیشابور

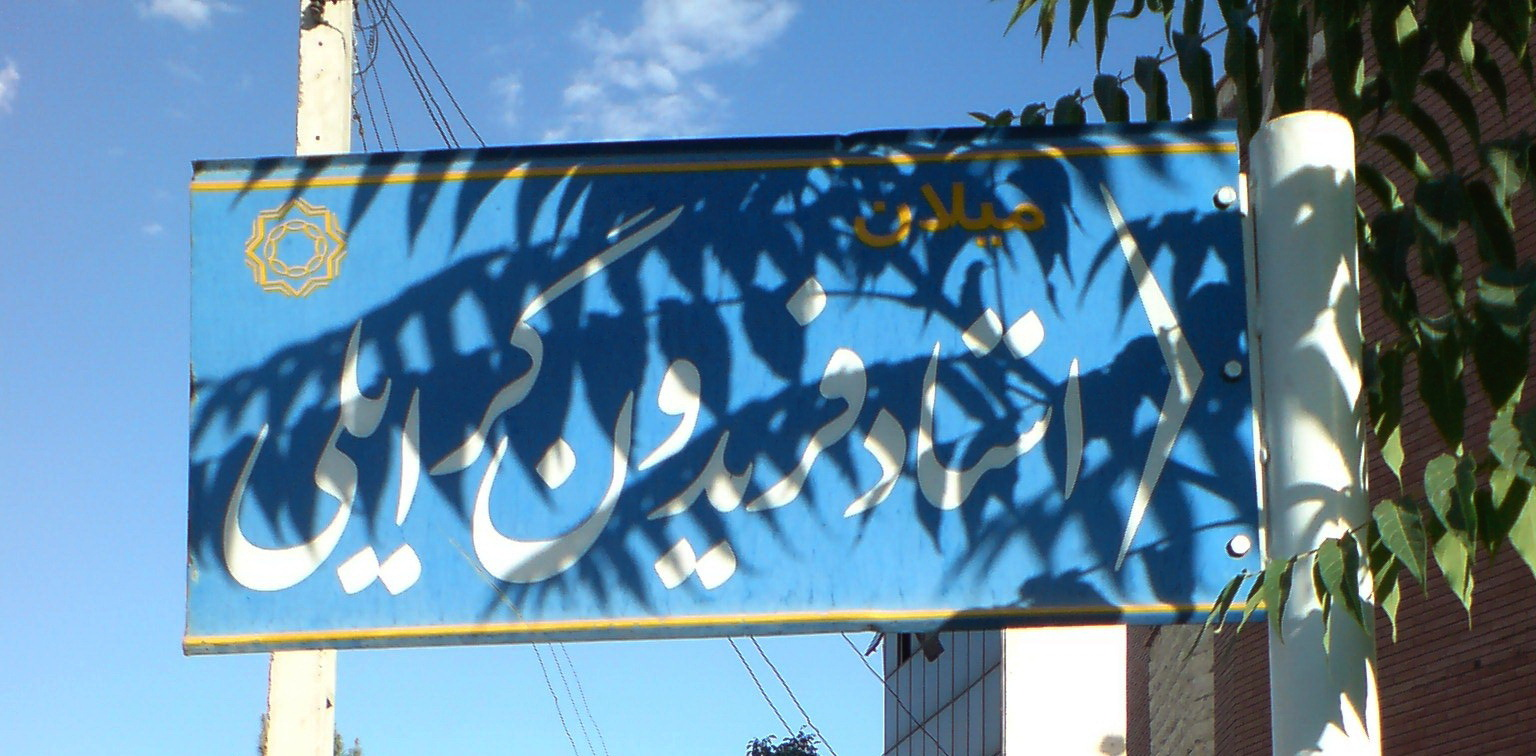
خیابانی در نیشابور،که محل سکونت گرایلی بود به نام وی نامگذاری شده است.

فریدون گرایلی (زاده ١ فروردین ١٣٢١ نیشابور- درگذشته ١۴ مهر ١٣٧٩ نیشابور) از شاعران، نویسندگان و پژوهشگران ایرانی اهل نیشابور بود.

## زندگی
گرایلی در اول فرورردین ماه سال ۱۳۲۱ در نیشابور زاده شد. تحصیلات دوره دبستان و دبیرستان و دانش‌سرا را در زادگاهش گذراند و برای ادامه تحصیل به مشهد و اصفهان رفته و در رشته تاریخ از آن‌جا دانش‌آموخته شد. در ۱۴ مهر سال ۱۳۷۹ در زادگاهش درگذشت و در قطعه آرامگاه مشاهیر شهر نیشابور به خاک سپرده شد.∗
واپسین شعر سروده وی که بر سنگ قبرش نوشتند∗:
| قلم در دست من می‌رقصد از شوق           |  | مــرا آورده امشـب بر ســــــــر ذوق     |
| قلم بر روی کاغــــــــذ اشــک ریزیم   |  | من و تــو با ستمگــــر می‌ستیزیم         |
| خــــدا در شأن تو نون والقلـم گفت     |  | بنابراین مشـــــو با اهرمـــــن جفت     |
| قلم در وصـــف خــــــود آیا شنیدی     |  | که بالاتـــــر زخـــــون هـــر شهیدی    |
| قلم تو شاهــدی شب‌های بسیار            |  | فریدون تا سحــــــرگه بـــــــود بیدار  |
| پی تحقیـــــــــق تاریـــــــخ نشابور |  | فراهـــم کـــرده هـــر چه بود مقدور     |
| به عهــــد خویش دیـــــدی وفا کرد     |  | به نیشـــابور دینـــــــــش را ادا کرد  |
| تو میــــدانی قلم مـــــــن پاک پاکم  |  | اگر روزی گـــــذر کـــــردی به خاکم     |
| به سنگ گـــور من بنویس این مرد        |  | زخدمت لحظـــه‌ای غفلت نمی‌کرد             |
| فریدون رنج بسیــــــــــاری کشیده     |  | کنون آســـوده اینجـــــــــــــا آرمیده |

ابیاتی از شاعر فرهیخته
ای گل ناز که در باغ دل آراستمت 
سوزم ازاینکه نگفتم به تو میخواستمت 
روزگاری همه جا وصل تورا می جستم 
بی وفا بودی ومن هیچ نمی‌دانستم

## آثار
بیشتر پژوهش‌ها و آثار وی در زمینهٔ تاریخ و مشاهیر نیشابور است و سه اثر زیر از وی به جای مانده‌است:
- نیشابور و محاکمه حکیم عمر خیام
- نیشابور شهر فیروزه
- مشاهیر نیشابور شهر قلمدان‌های مرصع